# Islas Lobos de Afuera
Die Islas Lobos de Afuera sind eine kleine peruanische Inselgruppe im Pazifischen Ozean, die zum Distrikt Puerto Eten der Region Lambayeque gehört. Die Inselgruppe ist Teil des Schutzgebietes Reserva Nacional Sistema de Islas, Islotes y Puntas Guaneras.
Die 235 Hektar große, felsige Gruppe besteht aus zwei größeren Inseln, Isla Independencia im Südwesten und Isla Cachimbo im Nordosten, die durch den an der engsten Stelle 37 Meter breiten und 7,5 m tiefen Canal Independencia voneinander getrennt und von zahlreichen kleineren Felseneilanden umgeben sind, darunter El Vigilante, Santo Domingo, San Bartolo, San Agustín, Quita Calcal, El Ladrón oder  Lagarta, Lagartija sowie Chichal de Tierra und Chichal de Afuera. Die größte Insel Isla Independencia weist eine Siedlung auf, mit dem Hafen Puerto Grande, an der Bahía Independencia an der Nordostseite. Die Inselgruppe befindet sich knapp 60 km vor der Küste, sowie 54 km südlich der küstennahen Isla Lobos de Tierra. Wie sie hat sie ihren Namen vom Vorhandensein von Mähnenrobben, hat ebenfalls keine Vegetation und war früher eine der so genannten peruanischen Guano-Inseln.
Immer noch beherbergen die Inseln eine große Zahl von Seevögeln. Die Gewässer um sie herum im kalten Humboldtstrom sind äußerst fischreich.